# Kråkfjärden, Vasa
Kråkfjärden (finska: Varisselkä) är en fjärd i Finland. Den ligger i kommunen Vasa i landskapet Österbotten, i den västra delen av landet, 400 km nordväst om huvudstaden Helsingfors.
Kråkfjärden avgränsas av Vasklot i söder, Fjärdskäret och Fjärdskärsören i väster, Domarskäret i nordväst och Caprera i norr. I öster ansluter den till Storviken och i norr till Domarskärsfjärden.